# Sami akkala
El sami akkala es una lengua sami extinta.  Fue hablado en las villas sami de A´kkel y Ču´kksuâl, al interior de la Península de Kola en Rusia.  
Al principio se creyó erróneamente que el sami akkala era un dialecto del sami kildin, sin embargo, se reconoció que era una lengua sami independiente más relacionada con su vecino occidental el sami skolt.  La última hablante conocida de este idioma fue Marja Sergina, muerta el 29 de diciembre de 2003.  Es de todas las lenguas sami la peor documentada.